# Chuck E. Weiss
Pour les articles homonymes, voir Weiss.
Chuck E. Weiss (né à Denver le 18 mars 1945 et mort à Los Angeles le 19 juillet 2021) est un compositeur et chanteur américain originaire de Chicago. Proche de Tom Waits et Rickie Lee Jones - sujet de son morceau Chuck E.'s in Love - et a travaillé notamment avec Muddy Waters, Willie Dixon, son ami Tom Waits, rencontré après un concert à Ebbet's Fields, et ou encore Johnny Depp et Dr. John.

## Biographie
Il naît à Denver dans le Colorado, où son père est disquaire et où il étudie à l'université. Dans ce monde, il grandit avec la musique ; habitué des clubs, en 1965 il a déjà été batteur de Lightnin' Hopkins et rencontré Muddy Waters ou encore Willie Dixon, avec qui il enregistre en 1970 à Boulder et co-écrit Spare Parts I pour l'album Nighthawks at the Diner de 1975, à une époque où il habitait l’hôtel Tropicana. Proche de Tom Waits, il est cité dans le titre Jitterbug boy de l'album Small Change.

## Viper Room
Menacée de fermeture, une discothèque du Sunset Strip, située au 8852 W Sunset Boulevard à West Hollywood (Californie) appelée The Central est rebaptisée The Viper Room lorsqu'elle est reprise et rouvre ses portes en 1993 ; elle appartient à Chuck E. Weiss, ancien habitué qui s'y produisait, et à son ami l'acteur Johnny Depp.

## Discographie
- 1982 : The Other Side of Town
- 1999 : Extremely Cool
- 2002 : Old Souls and Wolf Tickets
- 2007 : 23rd & Stout
- 2014 : Red Beans and Weiss